# Tỉnh của Phần Lan
Phần Lan được chia làm 6 tỉnh (tiếng Phần Lan: läänit, tiếng Thụy Điển: län). Chính quyền tỉnh là một bộ phận của cơ quan hành pháp của trung ương, không được bầu trực tiếp. Hệ thống này được tạo ra năm 1634 và dược thay đổi lớn năm 1997 khi số tỉnh được giảm từ 12 xuống còn 6. Kể từ thế kỷ 19, Phần Lan dùng hai ngôn ngữ chính thức như ngôn ngữ của chính quyền tại các văn bản nhà nước. Mỗi tỉnh do một thống đốc lãnh đạo, thống đốc này do tổng thống bổ nhiệm trên cơ sở đề nghị của nội các (chính phủ). Thống đốc là người đứng đầu của văn phòng tỉnh (lääninhallitus, länsstyrelse), có trách nhiệm và quyền hạn trong các lĩnh vực sau:
- Y tế và dịch vụ xã hội
- Giáo dục và văn hóa
- Quản lý cảnh sát
- Cứu hộ
- Quản lý giao thông
- Các vấn đề cạnh tranh và tiêu dùng
- Tư pháp

Chức vụ tỉnh trưởng (thống đốc tỉnh) được xem là nơi "ngồi chơi xơi nước" cho các chính trị gia về hưu.
|    | Tỉnh          | Tên Phần Lan/ Tên Thụy Điển            | Tỉnh lỵ                  | Thành phố lớn nhất | Dân số (2003) | Diện tích (km²) | Tạo ra từ (1997)                                    |
| -- | ------------- | -------------------------------------- | ------------------------ | ------------------ | ------------- | --------------- | --------------------------------------------------- |
| 1. | Nam Phần Lan  | Etelä-Suomen lääni Södra Finlands län  | Hämeenlinna Tavastehus   | Helsinki           | 2.116.914     | 34.378          | Uusimaa, Kymi, Häme                                 |
| 2. | Tây Phần Lan  | Länsi-Suomen lääni Västra Finlands län | Turku Åbo                | Tampere            | 1.848.269     | 74.185          | Vaasa, Turku-Pori, Central Finland, Häme(Pirkanmaa) |
| 3. | Đông Phần Lan | Itä-Suomen lääni Östra Finlands län    | Mikkeli S:t Michel       | Kuopio             | 582.781       | 48.726          | Kuopio, North Karelia, Mikkeli                      |
| 4. | Oulu          | Oulun lääni Uleåborgs län              | Oulu Uleåborg            | Oulu               | 458.504       | 57.000          | Không thay đổi                                      |
| 5. | Lapland       | Lapin lääni Lapplands län              | Rovaniemi                | Rovaniemi          | 186.917       | 98.946          | Không thay đổi                                      |
| 6. | Åland¹        | Ahvenanmaan lääni Ålands län²          | Mariehamn² Maarianhamina | Mariehamn          | 26.000        | 6.784           | Không thay đổi                                      |

1/ Some duties, which in Mainland Finland are handled by the provinces, are on the Åland Islands transferred to the autonomous Government of Åland.
2/ The Åland Islands are unilingually Swedish.